# 大家敏志
大家 敏志（おおいえ さとし、1967年7月17日 - ）は、日本の政治家。自由民主党所属の参議院議員（3期）、自由民主党政務調査会会長代理、同参議院政策審議会長代理。
財務副大臣、財務大臣政務官、参議院財政金融委員長、自由民主党政務調査会副会長、同副幹事長、福岡県議会議員（3期）を歴任した。

## 概要
福岡県北九州市生まれ。北九州市立楠橋小学校、久留米大学附設中学校・高等学校、北九州大学（現北九州市立大学）法学部法律学科卒業。大学卒業後は自由民主党福岡県支部連合会に就職した。
その後、福岡県出身の村上正邦参議院議員秘書を経て、1999年、福岡県議会議員選挙に八幡東選挙区から出馬し、初当選。3期目途中で辞職、第22回参議院議員通常選挙に吉村剛太郎との党内候補者争いを制して立候補し、初当選した。
2014年9月、第2次安倍改造内閣で財務大臣政務官に就任。
2016年1月、参議院財政金融委員長に就任。
2016年7月10日の第24回参議院議員通常選挙で再選。
2019年4月7日投開票の福岡県知事選では、過去2回支援した現職・小川洋と対立する副総理兼財務大臣の麻生太郎が元厚生労働官僚武内和久の擁立を主導。自民党福岡県連会長の藏内勇夫も武内を推薦したが、小川に大敗したため、麻生は福岡県連最高顧問を辞任、県連選挙対策委員長を務めていた大家も藏内と共に退任の意向を示した。
2021年10月6日、第1次岸田内閣で財務副大臣（税制改正、国際金融関係担当）に就任。
2022年7月10日投開票の第26回参議院議員通常選挙で3選。
2022年11月文部科学省日本ユネスコ国内委員会委員。
2023年7月13日、自民党福岡県連は次期衆院選の福岡9区の支部長候補予定者を選考する党員投票の結果を公表した。大家と北九州市議の三原朝利の一騎打ちとなり、大家が1703票で、362票の三原を上回った。しかし党本部は大家に参議院に残るよう求め、11月16日に福岡9区の支部長を置かないことを決めた。
大家が衆院選の公認を得られなかった背景には所属する麻生派の領袖でもある麻生太郎が鞍替えに反対だったことも影響したとされるが、2024年9月の自民党総裁選では麻生と距離のある石破茂が新総裁に選出。10月1日に県連幹部が改めて党執行部に大家の公認を要請し、麻生とも面会。麻生は大家の鞍替えに改めて反対姿勢を示しつつ、「もう（執行部に）口は出せない」「もう出るなら出てもいい」とも述べた。
10月9日、衆議院が解散。同日に自民党は大家を公認しないことを正式に決め、11日に大家は衆院選への立候補断念を表明した。

## 人物・エピソード
- 2022年度の政治資金パーティー開催による収入は7732万円だった[17]。

## 不祥事

### 公職選挙法違反疑惑
2022年の参院選公示から投開票までの間に、国と取引があった法人から寄付を受けていたことが、2023年12月に各支部の政治資金収支報告書で分かり報道された。
公職選挙法は国と契約を結ぶ当事者が国政選挙に関連して寄付することを禁じている。
政治資金収支報告書によると、参院選公示の2022年6月22日から投開票の7月10日にかけて、大家敏志の支部が1社から1万円、長谷川岳の支部が1社から5000円、自見英子の支部が1社から60万円の寄付を受けた。いずれの法人も期間中、国と取引があった。

## 政策・主張

### 憲法
- 憲法改正について、2022年のNHKのアンケートで「賛成」と回答[19]。

- 9条改憲について、2022年の毎日新聞社のアンケートで「改正して、自衛隊の存在を明記すべきだ」と回答[20]。9条への自衛隊の明記について、2022年のNHKのアンケートで「賛成」と回答[19]。

- 憲法を改正し緊急事態条項を設けることについて、2022年のNHKのアンケートで「賛成」と回答[19]。

### 外交・安全保障
- 「他国からの攻撃が予想される場合には先制攻撃もためらうべきではない」との問題提起に対し、2016年のアンケートで「どちらかと言えば賛成」と回答[21]。

- 敵基地攻撃能力を持つことについて、2022年のNHKのアンケートで「賛成」と回答[19]。

- ロシアは2022年2月24日、ウクライナへの全面的な軍事侵攻を開始した[22]。日本政府が行ったロシアに対する制裁措置についてどう考えるかとの問いに対し、2022年のNHKのアンケートで「適切だ」と回答[19]。同年の毎日新聞社のアンケートで「今の制裁で妥当だ」と回答[20]。

- 2022年6月7日、政府は経済財政運営の指針「骨太方針」を閣議決定した。NATO加盟国が国防費の目標としている「GDP比2％以上」が例示され、防衛力を5年以内に抜本的に強化する方針が明記された[23]。「防衛費を今後どうしていくべきだと考えるか」との問いに対し、2022年のNHKのアンケートで「ある程度増やすべき」と回答[19]。

- 徴用工訴訟問題や慰安婦問題などをめぐり日韓の対立が続くなか、関係改善についてどう考えるかとの問いに対し、2022年の毎日新聞社のアンケートで「韓国政府がより譲歩すべきだ」と回答[20]。

### ジェンダー
- 選択的夫婦別姓制度の導入について、2010年の毎日新聞社のアンケートで「反対」と回答[24]。2016年の西日本新聞社のアンケートで「夫婦同姓を基本とし、希望者は通称で対応するべき」と回答[25]。同年の朝日新聞社のアンケートで「どちらとも言えない」と回答[21]。2022年のNHK、毎日新聞社のアンケートで回答しなかった[19][20]。

- 同性婚を可能とする法改正について、2016年のアンケートで「どちらかといえば反対」と回答[21]。2022年のNHK、毎日新聞社のアンケートで回答しなかった[19][20]。

- クオータ制の導入について、2022年のNHKのアンケートで回答しなかった[19]。

### その他
- 「原子力発電への依存度を今後どうするべきか」との問題提起に対し、2022年のNHKのアンケートで「下げるべき」と回答[19]。

- アベノミクスについて、2022年の毎日新聞社のアンケートで「評価するが、修正すべきだ」と回答[20]。

- 首相の靖国神社参拝について、2016年のアンケートで「賛成」と回答[21]。

- 国会議員の被選挙権年齢の引き下げについて、2022年の毎日新聞社のアンケートで「賛成」と回答[20]。

## 政治献金
- 全国たばこ販売政治連盟や全国たばこ耕作者政治連盟といったたばこ関連団体から、2010年に15万円の政治献金を受けている[26]。

## 所属団体・議員連盟
- 自民党たばこ議員連盟[27]
- 日本会議国会議員懇談会[28]
- 神道政治連盟国会議員懇談会[28]
- みんなで靖国神社に参拝する国会議員の会[28]
- TPP交渉における国益を守り抜く会
- 国際観光産業振興議員連盟（事務局次長）[29]
- パチンコ・チェーンストア協会（政治分野アドバイザー）[30]
- 古民家再生議員連盟

## 支援団体
- 全国たばこ販売政治連盟（組織推薦候補者）[31]

## 選挙歴
| 当落 | 選挙                     | 執行日         | 年齢 | 選挙区                 | 政党       | 得票数     | 得票率 | 定数 | 得票順位 /候補者数 | 政党内比例順位 /政党当選者数 |
| ---- | ------------------------ | -------------- | ---- | ---------------------- | ---------- | ---------- | ------ | ---- | ------------------ | ---------------------------- |
| 当   | 1999年福岡県議会議員選挙 | 1999年4月11日  | 31   | 北九州市八幡東区選挙区 | 自由民主党 | 8735票     | 28.87% | 2    | 2/5                | /                            |
| 当   | 2003年福岡県議会議員選挙 | 2003年4月13日  | 35   | 北九州市八幡東区選挙区 | 自由民主党 | 1万1034票  | 41.99% | 2    | 1/3                | /                            |
| 当   | 2007年福岡県議会議員選挙 | 2007年4月8日   | 39   | 北九州市八幡東区選挙区 | 自由民主党 | 1万4380票  | 51.90% | 2    | 1/3                | /                            |
| 当   | 第22回参議院議員通常選挙 | 2010年07月11日 | 42   | 福岡県選挙区           | 自由民主党 | 77万4618票 | 35.27% | 2    | 1/7                | /                            |
| 当   | 第24回参議院議員通常選挙 | 2016年07月10日 | 48   | 福岡県選挙区           | 自由民主党 | 64万473票  | 29.30% | 3    | 2/9                | /                            |
| 当   | 第26回参議院議員通常選挙 | 2022年07月10日 | 54   | 福岡県選挙区           | 自由民主党 | 58万6217票 | 29.21% | 3    | 1/16               | /                            |